# La Hoya (Alicante)
La Hoya (en valenciano La Foia) es un pueblo de la ciudad de Elche.

## Historia
Fue fundada por Diego Pomares, el tío Diego, al cual se le han dedicado una calle y un parque. También construyó el Cine Pomares, antaño conocido en gran parte del campo ilicitano, sobre todo la parte sur de Elche. Conocida fue también la discoteca SHEILA, durante los últimos años de la década de los 70 y primeros de los 80, junto al cine. Actualmente ya no existe.
Como elemento representativo, está la Torre del Gall, restaurada en 2006 y donde se ha instalado el nuevo centro social.

## Fiestas
Celebra sus fiestas patronales el 13 de junio, en honor a San Antonio de Padua junto con la pedanía de Daimés. Anteriormente, la pedanía de Asprillas también participaba en las fiestas. Desde 1988 en dicha festividad, los vecinos disfrutan del "sopar del cabasset" (presente hoy en día en muchas de las comisiones de fiestas de Elche), el cual comenzó siendo un "berenar del cabasset" a las seis de la tarde, para pasar poco después a celebrarse a las diez de la noche y convertirse en el "sopar". También destacan actos como la charanga, la romería, la mascletà, la procesión y los fuegos artificiales en honor al patrón. El 8 de diciembre también se celebra una procesión y una ofrenda de flores a la Virgen de la Purísima Concepción.

## Cultura
La Hoya cuenta con la "ACD" (Asociación Cultural y Deportiva La Hoya), la cual fue fundada en 1982 por los jóvenes del pueblo en aquellos años. En la actualidad dentro de las muchas actividades que se realizan, cursos sobre informática que sirve para hacer estas prácticas e informar sobre las actividades que se realizan. Es famoso, además, el torneo de fútbol sala 24 horas en el cual participan equipos muchas veces formados por jugadores de división de honor nacional, con lo que se consigue gran asistencia de público y un nivel muy competitivo.
En abril de 2007, se presentó un libro titulado "La Hoya, apuntes para su historia". Escrito por Antonio Antón San Martín, es una recopilación de la historia de La Hoya, desde donde ha sido posible recopilar información hasta el día de hoy.

## Gastronomía
Las Hoya dispone de un amplio nivel de gastronomía, ya que existen muchas recetas típicas del campo de elche y ya que dotamos de muchos productos extraídos de nuestros propios cultivos en el campo.
- Arroz de cebolla
- Hervido
- Cocido con pelotas: es uno de los patos más tradicional en la época de Navidad, ya que en muchas casas, las familias mataban los pavos y después con su carne y su sangre hacían las pelotas para el cocido. Se trata de una tradición no exclusiva, pero si reservada para el día de Navidad, y que se mantiene viva en buena parte de los hogares.
- Arroz con costra: plato típico de la cocina antigua de La Hoya, se elabora durante todo el año y era y es muy común disfrutar de este plato los domingo junto con la familia.
- Pipes i carasses: es un plato típico, que con el paso de generaciones se ha ido perdiendo, pero que en estos días se está recuperando y en algunas casas, restaurantes y eventos se puede degustar este tradicional plato.
- Coca a la calda
- Olla podrida
- Coquetas con perejil
- Pingajos
- Paparajotes
- Miguetes
- Tallarines con bogueta
- Olivas negras escabechadas

POSTRES Y DULCES:
- Fogaseta/mona: un dulce típico de la Semana Santa, que se como el lunes después de Semana Santa y el segundo lunes, se suele consumir durante la merienda de estos días de Pascua acompañada de chocolate, siendo costumbre romper el huevo en la frente de otra persona.
- Mantecado de almendra: Típico postre que se consume en la época navideña, en antaño las familias se juntaban una semana antes de Navidad para realizar los mantecados en horno de leña por su sabor especial.
- Almojabenas
- Dulce de membrillo
- Higos secos fritos
- Coquetes de aceite escaldado
- Arrop i Talladetes

En julio de 2007 se presentó un libro titulado "Viejos Recuerdos". Escrito por el ADC la Hoya junto con el apoyo de la comisión Europea en el marco programa juventud en acción, es una recopilación de la historia gastronómica de antaño en La Hoya.

## Restaurantes y cafeterías
L’Incontro
Restaurante Italiano.
C/ San Antonio de Padua, 26
Reservas: 966 060 656 - 692 552 946 - 651 566 124 
Nou Vicente
Bar y tapería
C/ Canal, 3
Reservas: 609 658 249
Link on FB: Bar-Tapería Nou Vicente 
La Torre
Mesón tapería
C/ El Progreso, 7 (Junto al parque de La Torre)
Reservas: 682 540 414 – 636 568 620 
El Racó de La Foia
Bar y restaurante
C/ San Antonio de Padua, 23
Reservas: 966 601 869 
Panadería
Panadería y cafetería
C/ Trasvase, 13
Reservas: 965 426348 
Bar Avenida
Bar y tapería
C/ San Antonio de Padua, 29
Reservas: 625 591 951 
Gramola
Cafetería
C/ Ingeniero Serra, 17
Reserves: 627 943 886 
Restaurante Carlos
Ctra de La Marina, km 1 03294 Elche, Alicante
Reservas: 965 427 184
Página web: www.restaurantecarlos.com 
Restaurante Nugolat
Partida Daimes Pol 1 N.º 156, CV-855 Elche-Dolores, km 4,5 03294 Elche, Alicante
Reservas: 965 455 175
Página web: www.restaurantenugolat.com 
Restaurante Martino
Pda. Derramador, 267, 03293 Elche, Alicante
Reservas: 965 451 740
Página web: www.salonesmartino.com

## Asociaciones y peñas
Asociaciones
- Acd La Hoya www.acdlahoya.org

- Junta parroquial

- Amas de casa

- Junta vecinal

- AMPA

- Comisión de fiestas La Hoya – Daimés

- Asociación vecinos

Peñas
- Peña La Hoya

La Peña La Hoya está compuesta por diferentes jóvenes de la Partida Rural de La Hoya, que desde hace tiempo están realizando diferentes actividades deportivas y lúdicas en el pueblo.
Durante el mes de junio y julio la asociación realiza las 24 horas de fútbol sala, para adultos y jóvenes en las cuales se entregan diferentes premios para los equipos ganadores.
Durante las fiestas de la hoya, se organiza una barraca en la cual la organización y los amigos disfrutan de las fiestas con buena música, cenas y diversión. 
- Chichiribouchos

- La Bufalagamba

- Peña La Espardeña

- Peña El terros

## Deportes
Equipos deportivos del CDC La Hoya
Directiva: 
Presidente:  JOSE ALBERTO ANTON ANTON 
Director deportivo: MICHEL CANO PEÑALVER 
Directivos:  JOSE ALFONSO TARI, ISIDRO TORRES, JOSE VICENTE QUILES, EDUARDO MACIA 
Ficha técnica: 
Nombre del club: CDC LA HOYA 
Año de fundación: 2002 
Sede Social: Centre Juvenil La Hoya 
Presupuesto: 6.000.- euros 
Número de socios: - 
Número de equipos: 4 
Número aproximado de jugadores: 55 
Secciones: fútbol 8 (alevín-benjamín) fútbol sala (prebenjamín) escuela de fútbol, fútbol sala (liga local de Elche)
Campos de entrenamiento: polideportivo La Hoya 
Palmarés más destacado: 
Temporada 12/13 benjamín 2.º puesto grupo IV, prebenjamín, 3.º puesto grupo 3. 
Temporada 11/12, prebenjamín 1.º puesto grupo IV, alevín 4.º puerto grupo 2 FFCV.

Colores de la primera y segunda equipación del club: 
Camiseta blanca con dos líneas horizontales negras, pantalón negro, calzas blancas.
Eventos Deportivos en La Hoya
Carrera popular de La Hoya en junio
24H fútbol sala La Hoya en julio

## Educación
CEIP San Antonio
La Hoya dispone de colegio público/parvulario e Instituto. 
El colegio San Antonio fue fundado en 1979 tiene actualmente unos 400 alumnos, de los cuales algo más de 100 son de infantil y están situados en el parvulario, el resto están situados en el colegio. Su director actual es Antonio Vicente López.
Directores: 
1.er director, de 1979 a 1982, Don Eladio 
2.º director, de 1982 a 1984, Don Alejandro Tavera 
3.er director, de 1984 a 2018, Don Miguel López 
Proyectos que realiza el colegio: 
- Idiomas trilingüe

- Contrato programa: desarrollado actividades escolares complementarias y deportivas

- Colaboración con la asociación de padres

- Formación del profesorado

El colegio tiene mucho contacto con el AMPA y la AFA, llevando a cabo diversas actividades extraescolares. 
Fiestas: 
- Navidad

- Carnaval

- Día de paz

- Castañera

- Fin de Curso

- Semana Cultural

Instituto Nº15
Avenida de San Andrés, 20, 03294 La Foya - Elche, Alicante
966 91 23 05
ieslafoia.edu.gva.es/

## Servicios públicos
Polideportivo
Datos de la instalación 
Denominación: polideportivo La Hoya 
Dirección:C/ Partida de la Hoya, S/N 
Teléfono:965422341 
Espacios disponibles: 
Pista polideportiva cubierta y campo de fútbol 7 
Característica de la instalación: 
- Pista polideportiva

Pista cubierta de suelo sintético con gradas y vestuarios propios. Con una capacidad aproximada de 300 personas. 
- Campo de fútbol 7

Campo de tierra con medidas reglamentarias. 
Actividades deportivas que se pueden practicar: 
- Baloncesto

- Balonmano

- Fútbol 7

- Fútbol sala

- Gimnasia de mantenimiento

- Gimnasia rítmica

Médico
La Hoya dispone de un centro de salud en el que hay dos médicos de familia, un pediatra y un ambulatorio. El horario de visitas es de lunes a viernes, 9:00 hasta 20:00
C/ Transformador S/N
Cartero
Recogida de buzón los lunes y viernes a las 13:00 y sábados a las 12:00 horas. El cartero realiza sus entregas de lunes a viernes. 
Alcalde
El alcalde pedáneo esta en su oficina los martes y los jueves de 12:00-14:00 en la Torre del Gall para cualquier consulta o denuncia de los vecinos. 
OMAC La Hoya - Torre del Gall
La OMAC acercan la administración municipal a la ciudadanía. Se trata concretamente de una unidad, dependiente del Servicio de Atención Integral a la Ciudadanía del Ayuntamiento de Elche, que reúne información y trámites de multitud de servicios municipales de manera que, en un único contacto, la ciudadanía puede resolver todas sus necesidades de manera centralizada. De esta forma, estas prestaciones, información y tramitación, se pueden realizar ahora desde instalaciones cercanas al ciudadano, para evitar que este tenga que desplazarse. 
Horario De lunes a viernes de 8:30h a 14:00h
AGOSTO ABIERTA SOLO LOS VIERNES 
Avda. Sant Andreu, 25 Población:
Bibliobús
El bibliobús es un servicio refuerzo de la red de bibliotecas municipales. Su servicio se realiza los martes cada dos semanas.
Cuenta con secciones de literatura infantil, juvenil y de adultos.
Más información: http://www.visitelche.com/salud-y-belleza/elche/bibliobus/

## Lenguas
La Hoya, de acuerdo con el artículo 35 de la Ley 4/1983, de 23 de noviembre, de uso y enseñanza del valenciano, es una localidad de predominio lingüístico valenciano. Además, y según reconoce la Constitución Española de 1978 en su artículo 3.º, el valenciano es cooficial junto con el español. La última encuesta de usos lingüísticos del INE confirma que un 90% de la población conoce el valenciano

## Religión
La iglesia fue construida en 1940 y renovada en 2003
El primer cura que realizó la eucaristía en la hoya fue Don José Tora en 1956
El terreno fue regalado por Diego Pomares y Ramón Campello porque en dicha época nadie quería vender ningún terreno para construir la iglesia, por eso ellos decidieron regalar el terreno donde la iglesia está construida con la ayuda de todos los vecinos.